# Allerkanal
Der Allerkanal ist ein Mitte des 19. Jahrhunderts künstlich angelegtes Gewässer in Niedersachsen. Der fast 20 km lange Kanal verläuft zwischen Wolfsburg und Gifhorn. Er dient dem Schutz von landwirtschaftlichen Flächen gegen Hochwässer der Aller. Der fast schnurgerade Kanal leitet das Wasser der Aller schneller ab, als es dem Fluss in seinem stark mäandrierten Verlauf in diesem Abschnitt des Aller-Urstromtals möglich ist.

## Verlauf
Der 1863 nach dreijähriger Bauzeit fertiggestellte Allerkanal zweigt bei Weyhausen kurz hinter dem Stadtgebiet von Wolfsburg und dem Zufluss der Kleinen Aller von der Aller ab. Diese wendet sich nach Norden, während der Kanal fast schnurgerade westwärts durch das Feuchtgebiet Barnbruch bis nach Gifhorn führt. Direkt hinter dem Barnbruch bei Osloß wird der Allerkanal vom Elbe-Seitenkanal in einer Trogbrücke überquert. Nach dem Bau der Brücke wurde er in einer kleinen Schleife unter dieser durchgeführt.
Die Stadt Gifhorn passiert er südlich und nutzt westlich der Stadt ab dem Ortsteil Winkel das ausgebaute und verbreiterte Bachbett der früher dort von Süden einmündenden Hehlenriede, deren Rest heute Alte Hehlenriede heißt. Der Kanalverlauf ist entsprechend biegungsreicher und wendet sich nach Norden. Fünf Kilometer flussabwärts mündet der Kanal westlich von Gifhorn bei Brenneckenbrück an der B 188 in die Aller. Ungefähr einen Kilometer flussaufwärts wurde der Kanal durch ein Wehr aufgestaut, das inzwischen durch eine Sohlgleite ersetzt wurde. Die Aller fließt parallel einige Kilometer nördlich des Kanals und bildet in diesem flachen Bereich ihres Urstromtals engräumige Flussschleifen, die auf natürliche Weise die Abflussgeschwindigkeit mindern.

## Bau

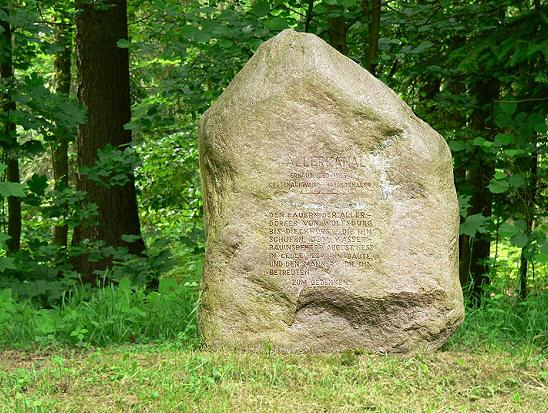
Denkmal zum Kanalbau

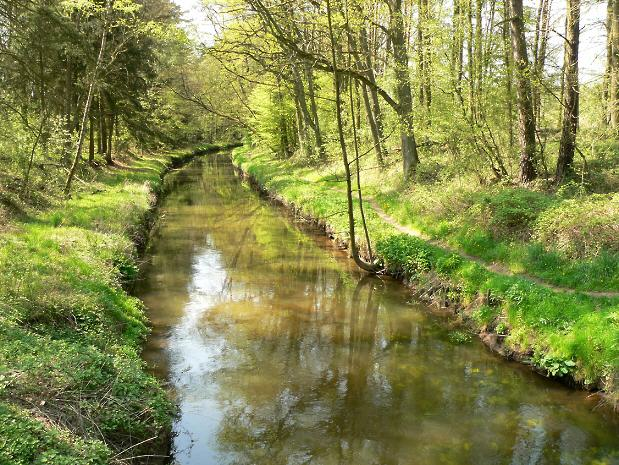
Allerkanal im Barnbruch

Dem Bau des Allerkanals zwischen 1860 und 1863 ging ein Staatsvertrag zwischen Preußen, Hannover und Braunschweig über die Regulierung der Aller voraus. Zweck war die Regulierung der Frühjahrshochwasser der Aller und um zur Entwässerung der früheren Sumpflandschaft des Barnbruchs beizutragen. Der Kanal ist etwa 5 Meter breit und 1 Meter tief. Da den Erbauern damals kaum technische Hilfsmittel zur Verfügung standen, hoben ihn Arbeiter mit Schaufeln aus.
Am Kanal zwischen Brenneckenbrück und Gifhorn-Winkel wurde ein Gedenkstein errichtet. Er trägt die Aufschrift:
Allerkanal, erbaut 1860-63, Kostenaufwand 45.000 Thaler, den Bauern der Allerdörfer von Wolfsburg bis Diekhorst, die ihn schufen, dem Wasserbauinspektor August Hess in Celle, der ihn baute und den Männern, die ihn betreuten zum Gedenken

## Gewässergüte
Der niedersächsische Gewässergütebericht von 2004 bewertet die chemische Gewässerbelastung den Allerkanal ebenso wie die Aller insgesamt als mäßig belastet (Güteklasse II).  Dadurch, dass die Faschinen als Uferbefestigung weitgehend verfallen sind, hat sich der Kanal in ein naturnahes Gewässer verwandelt. Im Laubwaldgebiet des Barnbruchs ist der Kanal beschattet und verkrautet daher nicht, im Gegensatz zur größtenteils unbeschatteten Aller.

## Zuflüsse
- Aller
- Alter Mühlgraben
- Mühlenriede
- Senatorgraben
- Hehlenriede
- Rötgesbütteler Riede über die Alte Hehlenriede
- Vollbütteler Riede über die Alte Hehlenriede
- Viehmoorgraben